# Timaukel

Timakuel, é uma comuna do Chile, localizada na Província de Terra do Fogo, Região de Magalhães e Antártica. A capital da comuna é Villa Cameron.
A comuna limita-se: a norte com Porvenir; e leste com a República da Argentina; a sul com Cabo de Hornos; a oeste com Punta Arenas.
A comuna foi criada em 30 de dezembro de 1927, com a denominação de Bahía Inútil. A reformulação comunal de 26 de outubro de 1979 modificou os limites comunais e criou a comuna de Timaukel. Em 1988 a capital comunal foi transferida de Timaukel para Villa Cameron.

## Toponímia
"Timaukel" provêm do nome da principal divindade Selknam, Temáukel.